# Andami (cràter)
Andami és un cràter d'impacte en el planeta Venus de 28,9 km de diàmetre. Porta el nom d'Azar Andami (1926-1984), metgessa iraniana, i el seu nom va ser aprovat per la Unió Astronòmica Internacional el 1991.